# Francesco Marrajeni
Francesco Marrajeni (Napoli, 17 gennaio 1889 – Roma, 7 marzo 1979) è stato un generale, calciatore e scrittore italiano.

## Biografia
Originario di una nobile famiglia conosciuta anche come Marraieni o Marrajenni.
In gioventù praticò molto sport, soprattutto il calcio tra il 1907 e il 1910 con la Società Sportiva Lazio.
Militare di carriera è nel fronte della Guerra italo-turca come sottotenente di complemento e nel 1912 viene insignito della  medaglia di bronzo per un'azione ardimentosa a Sidi Bilal in Libia.
In seguito le sue notizie militari sono scarse su di lui. Nel 1934 scrive due manuali militari.
Dopo la caduta del Fascismo aderisce alla Repubblica Sociale Italiana ed è membro del Ministero della difesa Nazionale della Repubblica di Salò, come Direttore Generale dei servizi logistici, con sede ad Asolo in provincia di Treviso, con il grado di generale di brigata.
Avendo aderito alla R.S.I., venne deferito e dichiarato decaduto il 30 agosto 1945. Muore nel marzo 1979 all'età di 90 anni.

## Palmarès

### Competizioni regionali
- Campionato Romano: 1

Lazio: 1907